# Ивановский сельский совет (Чаплинский район)
Ивановский сельский совет (укр. Іванівська сільська рада) — входит в состав
Чаплинского района
Херсонской области
Украины.
Административный центр сельского совета находится в 
с. Ивановка
.

## История
- 1820 — дата образования.

## Населённые пункты совета
- с. Ивановка